# Kenneth Paproski
Pour les articles homonymes, voir Paproski.
Kenneth Robert Howard Paproski (17 janvier 1931-25 janvier 2007) est un homme politique canadien de l'Alberta. Il est député provincial progressiste-conservateur de la circonscription albertaine d'Edmonton-Kingsway de 1971 à 1982.

## Biographie
Étudiant en médecine à l'Université de l'Alberta, Paproski est élu lors de l'élection albertaine de 1971 qu'il remporte contre la députée créditiste sortante Ethel Sylvia Wilson (en). Réélu en 1975 et en 1979, où il l'emporte contre le futur député néo-démocrate Alex McEachern (en) et l'ancien chef créditiste Martin Hattersley (en), il ne se représente pas en 1982. Son frère, Carl, le remplace pour un mandat jusqu'en 1993.
Un autre frère, Steve Paproski, a également été député d'Edmonton-Centre et ensuite d'Edmonton-Nord sur la scène fédérale de 1968 à 1993.
Il tente un retour en politique afin de devenir candidat indépendant pour l'obtention d'une nomination au Sénat du Canada lors de l'élection de nomination de 1989 (en). Il obtient environ 5%  du vote lors de ce scrutin.

## Après la politique
Paproski est récipiendaire du prix Michael Luchkovich pour son service public par un parlementaire d'origine ukrainienne en 2003.